# Maria Zofia Czartoryska
Maria Zofia Czartoryska née Sieniawska (1698-1771) est une princesse polonaise et une des aristocrates les plus riches d'Europe.

## Biographie
Fille de Adam Mikołaj Sieniawski, grand hetman de la Couronne de Pologne, et d'Elżbieta née Lubomirska, Maria Zofia passe son enfance auprès de sa mère, avec qui elle voyage à travers le pays. Zofia a probablement des professeurs privés. La poétesse Elżbieta Drużbacka est sa compagne et sa confidente, puis la gouvernante de la cour. Zofia n'est baptisée qu'à l'âge de onze ans, et ses parrains sont le prince François II Rákóczi, le roi Auguste II et le tsar Pierre.
En 1724, Maria Zofia épouse le veuf, de vingt-six ans son aîné, Stanisław Ernest Denhoff, hetman de Lituanie et voïvode de Polotsk.
Après la mort de son père en 1726, Maria hérite de ses propriétés en Ruthénie : 35 villes, 235 villages et le château de Berejany. Elle était aussi la seule héritière de la fortune de sa mère morte en 1729 et des biens de son premier mari, Stanisław Dönhoff, décédé en août 1728.
Parmi les candidats pour épouser une des femmes les plus riches d'Europe, on trouve Charles de Bourbon-Condé, comte de Charolais soutenu par la France. Louis XV l'invite même à Versailles. L'infant portugais Dom Manuel de Bragance est lui soutenu par les Habsbourg. Jan Klemens Branicki, Franciszek Salezy Potocki et Jan Tarło (en) font aussi partie des prétendants. 
C'est finalement le prince August Aleksander Czartoryski, qui remporte la compétition, ponctuée de duels et de rebondissements. Le mariage a lieu le 17 juillet 1731 à Varsovie. De ce mariage naissent trois enfants : Elżbieta (1736-1816), Adam Kazimierz (1734-1823) et Stanisław.
Elle est l'amie de Barbara Sanguszkowa.

## Sources
- (en) Cet article est partiellement ou en totalité issu de l’article de Wikipédia en anglais intitulé « Maria Zofia Czartoryska » (voir la liste des auteurs).